# Жењак
Жењак (словен. Ženjak) је некадашње насеље у општини Бенедикт, Подравска регија, Словенија.

## Историја
До територијалне реорганизације у Словенији била је у саставу старе општине Ленарт. Године 2003. насеље је укинуто и припојено насељу Бенедикт.

## Популација
| Број становника према пописима | Број становника према пописима |
| ------------------------------ | ------------------------------ |
| 1991                           | 2002                           |
| 72                             | 54                             |

Напомена: Године 2003. придодат је насељу Бенедикт.